# Савченко Яків Федорович
Яків Федорович Савченко (*23 жовтня 1913, с. Івот нині Шосткинського району Сумської області — †26 вересня 1984, Бійськ, Алтайський край) — український радянський хімік, заслужений діяч науки і техніки РРФСР, кандидат технічних наук, організатор виробництва твердого ракетного палива для МБР.
Двічі Герой Соціалістичної Праці (1971, 1983). Лауреат Ленінської премії (1976).

## Біографія
Яків Савченко народився 1913 року в селі Івот на Шосткінщині.
Закінчив Шосткінський хімічний технікум. Трудову діяльність розпочав в ОКБ заводу імені Я. Свердлова, де пройшов шлях від техніка до заступника директора.
З 1949 року — директор Павлоградського хімічного заводу. З 1954 по 1959 роки — директор великого боєприпасного заводу. З 1959 року — директор новостворюваного багатопрофільного оборонного інституту в місті Бійську, пізніше — генеральний директор й головний конструктор НВО «Алтай».
Яків Федорович Савченко з 1959 по 1984 роки був директором Алтайського науково-дослідного інституту хімічних технологій (АНІІХТ, нині Федеральний науково-виробничий центр «Алтай»). Під його керівництвом відбувалося становлення підприємства. За короткий термін він забезпечив створення сучасної науково-виробничої бази, формування колективу, виконання ряду найважливіших урядових завдань.
Савченко був ініціатором та куратором будівництва в Бійську низки спортивних і культурних об'єктів: спортивного комплексу «Зоря», освітленої лижної траси в лісопарковій зоні кварталу АБ, водного стадіону (будівництво якого у зв'язку зі смертю самого Якова Федоровича було перервано), будинку дитячої технічної творчості (в даний час носить ім'я Я. І. Савченка), пам'ятника Герману Титову.
Помер 1984 року.

## Нагороди та Звання
Діяльність Якова Савченка було відзначено багатьма нагородами:
- Двічі Герой Соціалістичної Праці
- Три ордени Леніна, два ордени Трудового Червоного Прапора, орден Червоної Зірки та «Знак Пошани»
- Лауреат Ленінської премії
- Заслужений діяч науки і техніки РРФСР
- Почесний громадянин міста Бійська

## Пам'ять
На батьківщині Савченка та на площі, поруч з будівлею адміністрації Бійська, йому встановлені погруддя.